# 철원 송씨
철원 송씨(龍城宋氏)는 강원도 철원군을 본관으로 하는 한국의 성씨이다. 시조는 고려에서 문하시중을 지내며 공을 세워 동주군에 봉해진 송화길(宋和吉)이다.

## 참고 자료
- “철원송씨(鐵原宋氏)”. 뿌리를 찾아서.[깨진 링크(과거 내용 찾기)]